# EIF4E1B
EIF4E1B (англ. Eukaryotic translation initiation factor 4E family member 1B) – білок, який кодується однойменним геном, розташованим у людей на короткому плечі 5-ї хромосоми. Довжина поліпептидного ланцюга білка становить 242 амінокислот, а молекулярна маса — 27 596.
| 10         |  | 20         |  | 30         |  | 40         |  | 50         |
| ---------- |  | ---------- |  | ---------- |  | ---------- |  | ---------- |
| MLAVEVSEAE |  | GGIREWEEEE |  | KEEEAAERTP |  | TGEKSPNSPR |  | TLLSLRGKAR |
| TGGPMEVKLE |  | LHPLQNRWAL |  | WFFKNDRSRA |  | WQDNLHLVTK |  | VDTVEDFWAL |
| YSHIQLASKL |  | SSGCDYALFK |  | DGIQPMWEDS |  | RNKRGGRWLV |  | SLAKQQRHIE |
| LDRLWLETLL |  | CLIGESFEEH |  | SREVCGAVVN |  | IRTKGDKIAV |  | WTREAENQAG |
| VLHVGRVYKE |  | RLGLSPKTII |  | GYQAHADTAT |  | KSNSLAKNKF |  | VV         |

A: Аланін

C: Цистеїн

D: Аспарагінова кислота

E: Глутамінова кислота

F: Фенілаланін

G: Гліцин

H: Гістидин

I: Ізолейцин

K: Лізин

L: Лейцин

M: Метіонін

N: Аспарагін

P: Пролін

Q: Глутамін

R: Аргінін

S: Серин

T: Треонін

V: Валін

W: Триптофан

Кодований геном білок за функцією належить до факторів ініціації. 
Задіяний у таких біологічних процесах, як регуляція трансляції, біосинтез білка, поліморфізм. 
Білок має сайт для зв'язування з РНК. 